# RSC-287

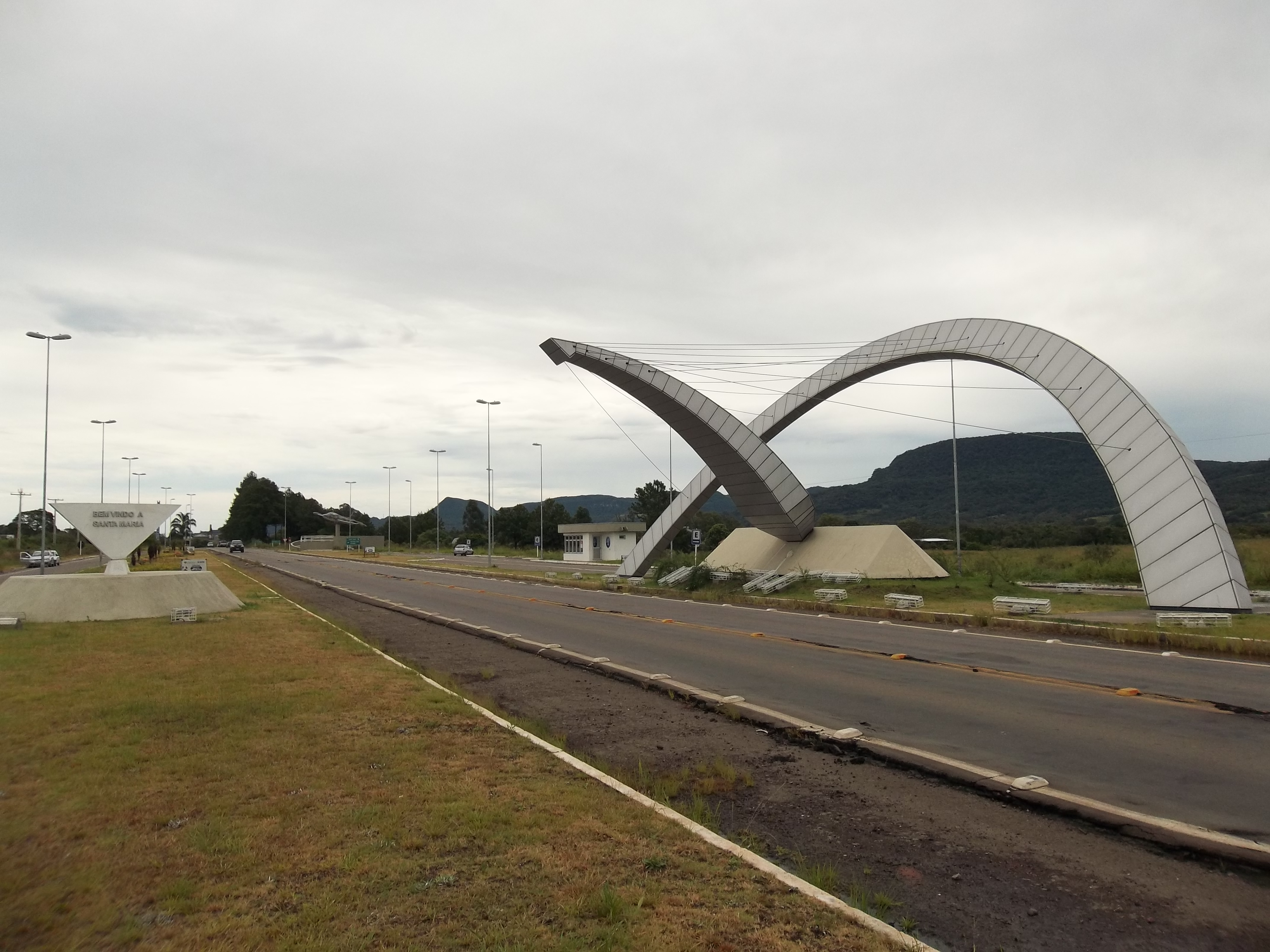
A rodovia no "Pórtico da Base Aérea" no Camobi, Santa Maria.

A RSC-287 é uma rodovia estadual que corta o estado do Rio Grande do Sul no sentido leste-oeste, de Santa Maria até Tabaí. Com 204 km de extensão, é um importante corredor logístico entre o centro do estado e a capital, através de ligação com as BR-153, BR-386, e BR-471.
Em 2020, após leilão na B3, a administração da rodovia passou da Empresa Gaúcha de Rodovias para o Grupo Sacyr, com contrato de 30 anos incluindo a construção de novas praças de pedágio e projeto para restauração e duplicação da rodovia.